# Simulium pichi
Simulium pichi är en tvåvingeart som beskrevs av Peter Wolfgang Wygodzinsky och Coscaron 1967. Simulium pichi ingår i släktet Simulium och familjen knott. Inga underarter finns listade i Catalogue of Life.